# Нейтральность денег
Нейтральность денег (англ. neutrality of money, neutral money) — экономическая гипотеза о том, что рост денежного предложения в долгосрочном периоде не оказывает воздействие на реальную экономическую активность (экономический рост и занятость), а лишь ведет к увеличению общего уровня цен и заработных плат.

## Происхождение понятия
Согласно экономисту Дону Патинкину явление нейтральности денег прослеживается в работах Дэвида Юма. Впервые термин «нейтральные деньги» употребляется европейскими экономистами в 1880-х годах. Пик популярности гипотезы пришелся на 1930-40 годы под влиянием работ Фридриха Хайека «Цены и производство» от 1931 года и «О нейтральных деньгах» от 1933 года.

## Нейтральность денег во времени
В отличие от долгосрочного периода, деньги не обладают краткосрочной нейтральностью. Увеличение денежного предложения оказывает временное воздействие на реальный выпуск продукции и занятость в краткосрочной перспективе. Причиной тому являются номинальные жесткости: корректировка заработной платы и потребительских цен занимает некоторое время и проявляется не в полной мере.